# Tylototriton verrucosus
Tylototriton verrucosus é uma espécie de anfíbio caudado pertencente à família Salamandridae. Pode ser encontrada na China, Índia, Nepal, Mianmar, Tailândia e Vietnã.